# Lophozia borealis
Lophozia borealis là một loài Rêu trong họ Jungermanniaceae. Loài này được Frisvoll & Moen mô tả khoa học đầu tiên năm 1980.